# Valeriano Chiaravalle
Valeriano Chiaravalle (Milano, 2 aprile 1973) è un musicista, arrangiatore, direttore d'orchestra e compositore italiano, principalmente attivo nell'ambito della musica leggera e della televisione.

## Biografia
Figlio di Franco Chiaravalle, stimato autore e arrangiatore di musica leggera e napoletana, studia pianoforte al Conservatorio G. Verdi di Milano con la Prof.ssa Solfrizzi e Composizione con il Prof. Giuseppe Colardo.
Inizia la propria attività giovanissimo in qualità di Maestro sostituto per molti direttori d’orchestra tra cui Peppe Vessicchio, Renato Serio, Pippo Caruso, Vince Tempera e Geoff Westley.
Contemporaneamente si occupa della produzione musicale e della composizione delle colonne sonore di moltissimi programmi televisivi per i principali broadcaster italiani come The Voice of Italy, Stasera casa Mika, Io canto, Un, due, tre... Fiorella!, LOL - Chi ride è fuori, Michelle Impossible & Friends e molti altri.
È presente come direttore d'orchestra al Festival di Sanremo dal 1999 dove ha diretto diversi artisti tra cui Tiziano Ferro, Giorgia, Mika, Elisa, Fiorella Mannoia e molti altri.
Come direttore d'orchestra ha diretto la Royal Philharmonic Orchestra durante la realizzazione dell'album "La passione" interpretato dal tenore inglese Alfie Boe.
È presidente della Commissione Musica e presidente del Comitato rielaborazione della SIAE dal 2013.

## Filmografia

### Televisione
- Celeste (1991) – colonna sonora
- Micaela (1992) – sigla
- Celeste 2 (1993) – colonna sonora
- La dottoressa Giò - Una mano da stringere (1995) – colonna sonora
- La madre (1998) – colonna sonora
- La forza del desiderio (1999-2000) – colonna sonora
- CentoVetrine (2001) – arrangiamenti
- Uno bianca (2001) – arrangiamenti
- Il testimone (2001) – arrangiamenti
- Magnifica Italia (2006-in produzione) – colonna sonora
- Squadra antimafia (2014) – direzione orchestra
- Il bosco (2015) – direzione orchestra
- Miracle Tunes (2018) – colonna sonora[9]
- Before Pintus (2021) – colonna sonora
- Ferro (2021) – colonna sonora

## Programmi televisivi
- TG4 (Rete 4, 1992-1996) – sigla
- A casa nostra (Rete 4, 1992)
- Buona giornata (Rete 4, 1993)
- La domenica del villaggio (Rete 4, 1996)
- Melaverde (Rete 4, 1998-2012; Canale 5, 2012-in produzione)
- Stelle del mediterraneo (Canale 5, 1998)
- Sabato al circo (Canale 5, 1991-1992) – arrangiamento balletti
- Sotto a chi tocca (Canale 5, 1996-1997)
- Canzoni sotto l'albero (Canale 5, 1999-2000)
- La sai l'ultima? (Canale 5, 1992-2002)
- Funari News (Rete 4, 1993-1995)
- La macchina del tempo (1997-2013)
- Zelig (Italia 1, 1996) – impaginazione musicale
- Gommapiuma (Canale 5, 1992-1995)
- I ragazzi irresistibili (2000)
- Serenata celeste (Rete 4, 2000)
- Sembra ieri (Rete 4, 2001)
- Come sorelle (Canale 5, 2002)
- Topo Gigio Show (Italia 1, 2005-2006)
- Solaris, il mondo a 360° (2003-2006)
- Il mercante in fiera (Italia 1, 2006; Rai 2, 2023)
- L'isola dei famosi (Rai 2, 2003-2012; Canale 5, 2015-in produzione)
- Io canto (Canale 5, 2010-2013)
- Markette - Tutto fa brodo in TV (LA7, 2004-2008)
- Baila! (Canale 5, 2011)
- SOS Tata (2005-2012)
- Quasi gol (Disney Channel, 2005-2012)
- Amici (Canale 5, 2012-2014)
- Forte forte forte (Rai 1, 2015)
- Un, due, tre... Fiorella! (Rai 1, 2017)
- Furore (Rai 2, 2017)
- Stasera casa Mika (Rai 2, 2016-2017)
- The Winner Is... (Canale 5, 2017)
- Sarabanda (Italia 1, 2017)
- The Voice of Italy (Rai 2, 2017-2019)
- Un palco per due (2020)
- La musica che gira intorno (Rai 1, 2020)
- Name That Tune - Indovina la canzone (TV8, 2020-in produzione)
- Scherzi a parte (Canale 5, 2021)
- Star in the Star (Canale 5, 2021)
- Buongiorno estate (2021)
- Canzone segreta (Rai 1, 2021)
- LOL - Chi ride è fuori (Prime Video, 2021-2022)
- All Together Now - La musica è cambiata (Canale 5, 2019-2021)
- Michelle Impossible & Friends (Canale 5, 2022-2023)
- Big Show (Canale 5, 2022)
- Ci vuole un fiore (Rai 1, 2022-2023)
- DallArenaLucio (Rai 1, 2022)
- Benedetta primavera (Rai 1, 2023)
- Io canto Generation (Canale 5, 2023-2024)
- Io canto Family (Canale 5, 2024)
- Io canto Senior (Canale 5, 2025)

## Istituzionali
- Medusa Film (2008-in produzione) - logo animation
- Rai 2 (23 ottobre 2000-21 settembre 2003)
- Viverla Tutta (2000-in produzione)
- Filmissimi (Canale 5, 22 maggio 2001-16 aprile 2018) (versioni originali: The Final Mission e Memphis Belle End Title Suite di George Fenton)
- Premium Calcio (2012)

## Teatro
- Il mago di Oz (2000)
- Victor Victoria (2001)
- Flashdance (2013)
- The Blues Legend (2018)

## Partecipazioni a manifestazioni canore
- Festival di Sanremo
  - 1999:
    - Arianna – C'è che ti amo

  - 2015:
    - Raf – Come una favola

  - 2017:
    - Fiorella Mannoia – Che sia benedetta
    - Mika – Jesus to a child
    - Tiziano Ferro – Mi sono innamorato di te

  - 2018:
    - Nina Zilli – Senza appartenere

  - 2019:
    - Boomdabash – Per un milione
    - Elisa – Anche fragile
    - Ghemon – Rose viola
    - Negrita – I ragazzi stanno bene
    - Giorgia – Medley successi
    - Umberto Tozzi e Raf – Medley successi

  - 2020:
    - Mika – Amore che vieni, amore che vai (2020)
    - Tutti i medley di Tiziano Ferro
    - Tosca – Ho amato tutto

  - 2021:
    - Gaudiano – Polvere da sparo
    - Gio Evan – Arnica
    - Random – Torno a te
    - Wrongonyou – Lezioni di volo

  - 2022:
    - Matteo Romano – Virale
    - Yuman – Ora e qui

  - 2023:
    - Articolo 31 – Un bel viaggio
    - Will – Stupido

  - 2024:
    - Alfa - Vai!
    - Clara – Diamanti grezzi
    - Fred De Palma – Il cielo non ci vuole
    - The Kolors – Un ragazzo una ragazza

  - 2025:
    - Alex Wyse – Rockstar
    - Clara – Febbre
    - Fedez – Battito
    - Sarah Toscano – Amarcord
    - The Kolors – Tu con chi fai l'amore

## Discografia
- Lorella Cuccarini – Tu come me (1993)
- Arianna – Arianna (1999)
- Cristina D'Avena – Magia di Natale (2009)
- AA.VV. – Io canto (2011)
- Alfie Boe – La passione (2011)
- Fiorella Mannoia, Laura Pausini – Quello che le donne non dicono (2014) – arrangiamento
- Fiorella Mannoia – Fiorella, Sony Music (2014) – arrangiamenti orchestrali
- Tiziano Ferro – Mi sono innamorato di te (2017)
- Cristina D'Avena, Michele Bravi – I Puffi sanno (2017)
- Raffaella Carrà – Ogni volta che è Natale (2018)[10]
- Cristina D'Avena e Federica Carta – Papà Gambalunga (2018)
- Fiorella Mannoia – Personale (2019)
- Ermal Meta e J-Ax – Un'altra volta da rischiare (2019)
- Fiorella Mannoia – Padroni di niente (2020)[11]
- Wrongonyou – Lezioni di volo (2020)
- Tosca – Ho amato tutto (2020)[12]
- Tiziano Ferro – Accetto miracoli (2020)[13]
- Ermal Meta – Un milione di cose da dirti (2021)[14]

## Eventi
- Concerto di Giorgia nel Duomo di Milano (2018)[15]
- Tour di Fiorella Mannoia Omaggio a Lucio Dalla (2016)[16]

## Canzoni e sigle composte (o solo arrangiate) per RTI Music
| Titolo                                        | Autore del testo                                          | Autore della musica                                       | Interprete                                                             | Anno | Album di pubblicazione                   |
| --------------------------------------------- | --------------------------------------------------------- | --------------------------------------------------------- | ---------------------------------------------------------------------- | ---- | ---------------------------------------- |
| Tu come me                                    | Fabrizio Berlincioni                                      | Valeriano Chiaravalle, Silvio Testi, Guido Esposito       | Lorella Cuccarini                                                      | 1993 | Voci                                     |
| Tu como yo                                    | Fabrizio Berlincioni                                      | Valeriano Chiaravalle, Silvio Testi, Guido Esposito       | Lorella Cuccarini                                                      | 1993 | –                                        |
| Una classe di monelli per Jo                  | Alessandra Valeri Manera                                  | Valeriano Chiaravalle                                     | Cristina D'Avena                                                       | 1994 | Fivelandia 12                            |
| Cosa c'è nella palude?                        | Alessandra Valeri Manera                                  | Valeriano Chiaravalle                                     | Marco Destro                                                           | 1995 | inedito                                  |
| Che campioni Holly & Benji!!!                 | Alessandra Valeri Manera                                  | Silvio Amato                                              | Cristina D'Avena e Marco Destro                                        | 1995 | Fivelandia 13                            |
| Chiudi gli occhi e sogna                      | Alessandra Valeri Manera                                  | Silvio Amato                                              | Cristina D'Avena                                                       | 1995 | Fivelandia 13                            |
| I segreti dell'isola misteriosa               | Alessandra Valeri Manera                                  | Silvio Amato                                              | Cristina D'Avena                                                       | 1995 | Fivelandia 13                            |
| Mimì e la nazionale della pallavolo           | Alessandra Valeri Manera                                  | Valeriano Chiaravalle                                     | Cristina D'Avena                                                       | 1995 | Fivelandia 13                            |
| Mimì e la nazionale della pallavolo (Mix)     | Alessandra Valeri Manera                                  | Valeriano Chiaravalle                                     | Cristina D'Avena                                                       | 1995 | Fivelandia 13                            |
| Mostri o non mostri... tutti a scuola         | Alessandra Valeri Manera                                  | Silvio Amato                                              | Cristina D'Avena e Pietro Ubaldi                                       | 1995 | Fivelandia 13                            |
| Ryo, un ragazzo contro un impero              | Alessandra Valeri Manera                                  | Valeriano Chiaravalle                                     | Marco Destro                                                           | 1995 | Fivelandia 13                            |
| Universali paralleli per Bucky O'Hare         | Alessandra Valeri Manera                                  | Valeriano Chiaravalle                                     | Marco Destro                                                           | 1995 | Fivelandia 13                            |
| VR Troopers                                   | Alessandra Valeri Manera                                  | Valeriano Chiaravalle                                     | Marco Destro                                                           | 1995 | Fivelandia 13                            |
| È un po' magia per Terry e Maggie             | Alessandra Valeri Manera                                  | Valeriano Chiaravalle                                     | Cristina D'Avena                                                       | 1995 | Fivelandia 14                            |
| Fiabissime                                    | Alessandra Valeri Manera                                  | Valeriano Chiaravalle                                     | Cristina D'Avena                                                       | 1995 | Cristina D'Avena e i tuoi amici in TV 18 |
| I viaggi di Gulliver                          | Alessandra Valeri Manera                                  | Silvio Amato                                              | Cristina D'Avena                                                       | 1995 | Cristina D'Avena e i tuoi amici in TV 8  |
| Le fiabe più belle                            | Alessandra Valeri Manera                                  | Silvio Amato                                              | Cristina D'Avena                                                       | 1995 | Cristina D'Avena e i tuoi amici in TV 8  |
| Ann e Andy: due buffi amici di pezza          | Alessandra Valeri Manera                                  | Silvio Amato                                              | Cristina D'Avena                                                       | 1995 | Cristina D'Avena e i tuoi amici in TV 9  |
| Tutti in viaggio verso Pandalandia            | Alessandra Valeri Manera                                  | Silvio Amato                                              | Cristina D'Avena                                                       | 1995 | Cristina D'Avena e i tuoi amici in TV 9  |
| Action Man                                    | Alessandra Valeri Manera                                  | Valeriano Chiaravalle                                     | Marco Destro                                                           | 1996 | Fivelandia 14                            |
| Masked Rider: il cavaliere mascherato         | Alessandra Valeri Manera                                  | Valeriano Chiaravalle                                     | Marco Destro                                                           | 1996 | Fivelandia 14                            |
| Pollicina                                     | Alessandra Valeri Manera                                  | Silvio Amato                                              | Cristina D'Avena                                                       | 1996 | Fivelandia 14                            |
| Mighty Max                                    | Alessandra Valeri Manera                                  | Valeriano Chiaravalle                                     | Cristina D'Avena                                                       | 1996 | Cristina D'Avena e i tuoi amici in TV 9  |
| Il pericolo è il mio mestiere!                | Alessandra Valeri Manera                                  | Valeriano Chiaravalle                                     | Marco Destro                                                           | 1996 | Cristina D'Avena e i tuoi amici in TV 9  |
| Skeleton Warriors                             | Alessandra Valeri Manera                                  | Valeriano Chiaravalle                                     | Marco Destro                                                           | 1996 | inedito                                  |
| Stella preziosa                               | Graziella Caliandro                                       | Valeriano Chiaravalle                                     | Francesca Daprati                                                      | 2007 | Mermaid Melody - Principesse Sirene      |
| All I Want for Christmas is You               | Walter Afanasieff, Mariah Carey                           | Walter Afanasieff, Mariah Carey                           | Cristina D'Avena                                                       | 2009 | Magia di Natale                          |
| Alla scoperta di Babbo Natale (versione 2009) | Alessandra Valeri Manera                                  | Carmelo Carucci                                           | Cristina D'Avena                                                       | 2009 | Magia di Natale                          |
| Bianco Natale                                 | Filibello, Ettore Carrera, Irving Berlin                  | Irving Berlin                                             | Cristina D'Avena                                                       | 2009 | Magia di Natale                          |
| Childhood                                     | Michael Jackson                                           | Michael Jackson                                           | Cristina D'Avena                                                       | 2009 | Magia di Natale                          |
| Din Don Dan (Jingle Bells)                    | Umberto Bertini, James Pierpont                           | James Lord Pierpont                                       | Cristina D'Avena                                                       | 2009 | Magia di Natale                          |
| Ginge Rock (Jingle Bell Rock)                 | Mario Panzeri, Joe Beal, Jim Boothe                       | Joe Beal, Jim Boothe                                      | Cristina D'Avena                                                       | 2009 | Magia di Natale                          |
| Happy Xmas (War is Over)                      | John Lennon, Yōko Ono                                     | John Lennon, Yōko Ono                                     | Cristina D'Avena                                                       | 2009 | Magia di Natale                          |
| Il Natale arriva in città                     | Paolo Re, Haven Gillespie                                 | John Frederick Coots                                      | Cristina D'Avena                                                       | 2009 | Magia di Natale                          |
| Ninna nanna di Brahms (versione 2009)         | Johannes Brahms, Giordano Bruno Martelli, Giovanni Bobbio | Johannes Brahms, Giordano Bruno Martelli, Giovanni Bobbio | Cristina D'Avena                                                       | 2009 | Magia di Natale                          |
| O Holy Night                                  | John Sullivan Dwight, Placide Cappeau                     | Adolphe Adam                                              | Cristina D'Avena                                                       | 2009 | Magia di Natale                          |
| Santa Notte (Stille Nacht)                    | Tradizionale, Joseph Franz Mohr                           | Franz Xaver Gruber                                        | Cristina D'Avena                                                       | 2009 | Magia di Natale                          |
| The Prayer (Italian Version)                  | Tony Renis, Alberto Testa, Carole Bayer Sager             | David Foster, Carole Bayer Sager                          | Cristina D'Avena, Laura del coro I Piccoli Artisti "Accademia New Day" | 2009 | Magia di Natale                          |
| Zorro Generation Z                            | Valeriano Chiaravalle                                     | Valeriano Chiaravalle                                     | Giacinto Livia                                                         | 2009 | Cart1: I cartoni originali di Italia Uno |
| Il cuore di Cosette                           | Graziella Caliandro                                       | Valeriano Chiaravalle                                     | Roberta Pagnetti                                                       | 2010 | Natale con Cristina                      |
| Dio fa' qualcosa                              | Michele Centonze, Stephen Schwartz                        | Alan Menken                                               | Cristina D'Avena                                                       | 2014 | Magia di Natale (Deluxe Edition)         |
| Hallelujah                                    | Leonard Cohen                                             | Leonard Cohen                                             | Cristina D'Avena                                                       | 2014 | Magia di Natale (Deluxe Edition)         |
| Noi vorremmo (versione 2014)                  | Alessandra Valeri Manera                                  | Carmelo Carucci                                           | Cristina D'Avena                                                       | 2014 | Magia di Natale (Deluxe Edition)         |